# Frédéric Castet

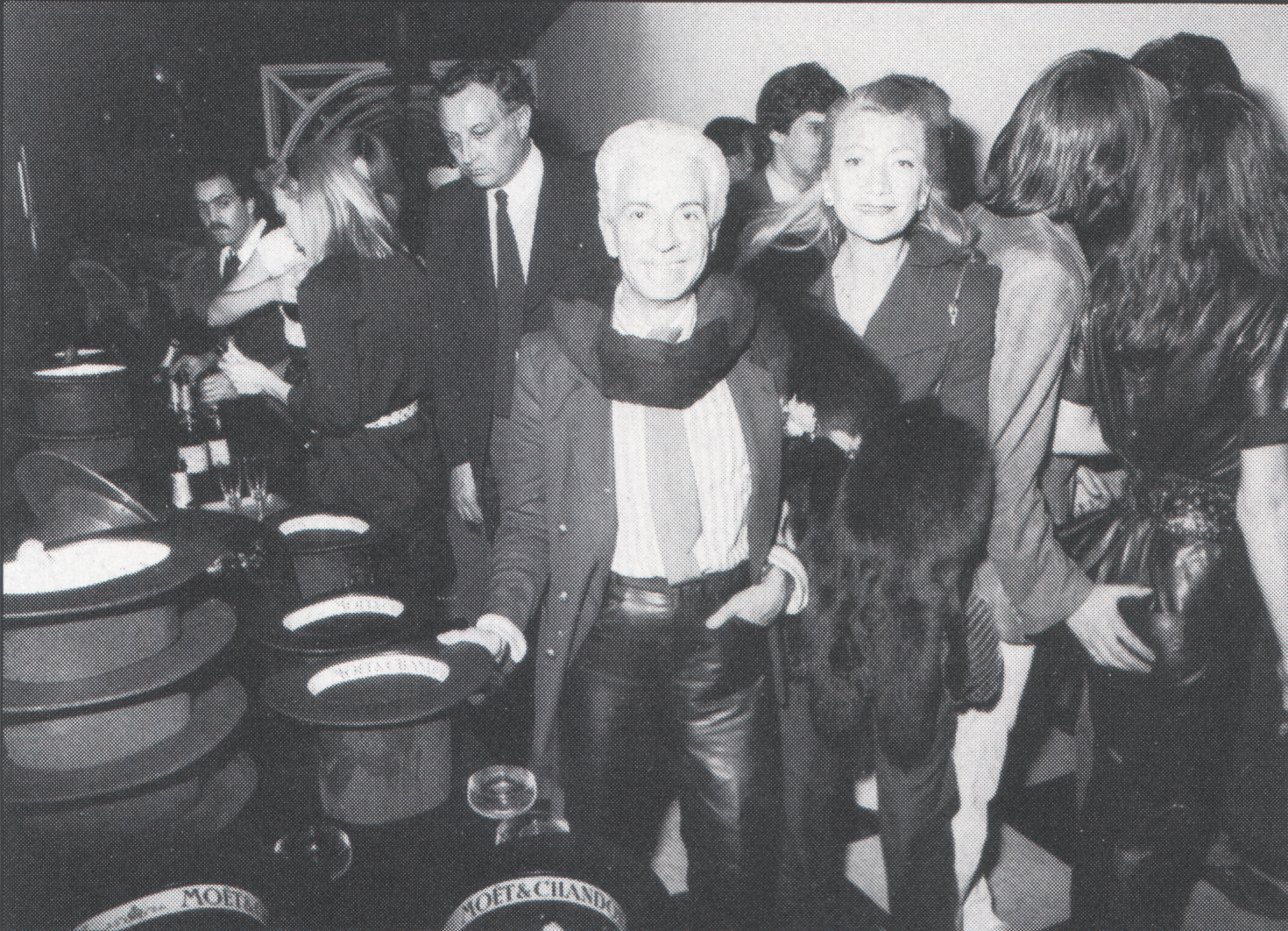
Frédéric Castet auf einem Empfang mit Präsentation der Egon-von-Fürstenberg-Kollektion im Dorian Gray – Frankfurt Airport (1980)

Frédéric Castet (* 14. Juli 1929 in Rabastens (Tarn); † 16. Juni 2011 in Paris) war 35 Jahre lang Designer des französischen Modehauses Christian Dior, die meiste Zeit Chefdesigner für die Pelz- und Lederkollektion. 1989 eröffnete er ein eigenes Modeunternehmen.

## Biografie
Frédéric Castet war der Sohn von Jaime Castet, einem Möbeltischler und Bildhauer und dessen Ehefrau, geb. Thérèse Huguet, die Kleider herstellte. Er hatte eine 18 Monate ältere Schwester. Frédéric besuchte das Lycée Pierre-de-Fermat und schloss es mit dem Bakkalaureat ab.
Zur Berufsausbildung ging er auf die Kunst- und Modehochschulen Ecole des beaux-arts in Toulouse und die Ecole de la Chambre syndicale de la couture in Paris. Im Alter von 19 Jahren gewann Castet den ersten Preis der Ecole de Haute Couture in Paris.
Seine Karriere begann er als Modéliste bei Balenciaga (1951–53) in Spanien, bei dem man ihn empfohlen hatte. 1953 trat er dem Haus Dior als Créateur und Tailleur bei. Dior vertraute ihm die Leitung des Ateliers für Mäntel und Kostüme an, das Pierre Cardin bis dahin geleitet hatte. Nach dem Tod Christian Diors war er von 1962 bis 1963 künstlerischer Leiter für Dior London. Im Jahr 1968 übernahm er die Verantwortung für die Christian Dior Pelzkollektion. 1973 richtete er eine Prêt-à-porter-Pelzabteilung ein und begann mit der Produktion von Pelzkonfektion. Im Oktober 1988 meldete Der Spiegel: „Frederic Castet“, 59 Jahre alt, „erlaubte sich zu seinem Abschied aus der Branche [von Dior] eine Verbeugung vor der Französischen Revolution. Bei den Pariser Haute-Couture-Schauen schickte der Modemann, der sich künftig in Südfrankreich um behinderte Kinder kümmern will, rechtzeitig für die Feiern zum 200. Jahrestag der Revolution im nächsten Jahr gewagte Leder- und Pelzkreationen auf den Laufsteg – ausschließlich in den Farben der französischen Trikolore: blau-weiß-rot“.
Im September 1989 gründete Frédéric Castet mit Frederic Castet International S.A. ein eigenes Unternehmen, als Firmensymbol eine riesige Sonnenblume. Es gelang ihm, seine erste Gesamtkollektion mit Konfektionskleidung, Pelz, Leder, Taschen und Accessoires im Pariser Carré du Louvre auszustellen.
Im Oktober 1989 wurde eine Flagship-Boutique in der Rue Pierre Charron 52 eröffnet, in der Nähe der Avenue des Champs Élysées. Das Unternehmen wuchs beständig und Castet baute sich einen internationalen Kundenstamm auf. Zu seinen Kunden und dabei großteils Freunden zählten die Herzogin von Windsor Wallis Simpson, Eva Perón, Prinzessin Fabiola, Königin Soraya, Kaiserin Farah Diba, Sophia Loren, Marlene Dietrich, Elizabeth Taylor, Sylvie Vartan, Mireille Mathieu, John Travolta und viele andere Prominente. Im September 2003 begann er mit der Markteinführung seiner Kollektion in Korea, 2010 gab es dort über 100 Geschäfte.
Er war Mitglied der Association pour le rayonnement de l’Opéra (Arop) und des Cercle Carpeaux de l’Opéra de Paris sowie Gründungspräsident der Association du Bartas. Als außerberufliche Interessen wurden genannt: Reisen, Oper, Ballett, Theater, Raumgestaltung und Restaurierung alter Bauwerke, Sammlung von Skulpturen und Gemälden von Pferden, als sportliche Betätigungen Reiten und Schwimmen.
Frédéric Castet starb am 16. Juni 2011 in seinem Pariser Haus. Die Beisetzungsfeierlichkeiten fanden in Paris in der Kapelle Notre-Dame-de-Consolation statt.

## Auszeichnungen
Castet erhielt die Grande médaille de Vermeil de la Ville de Paris (1989) und den Prix d’excellence européenne.

## Reminiszenzen
- Eine der Kreationen von Frédéric Castet, ein von einem Delaunay-Gemälde inspirierter Umhang, war bereits zur Zeit seines Todes im Moskauer Puschkin-Museum im Rahmen einer Ausstellung mit dem Titel „Inspiration Dior“ ausgestellt, die bis zum 24. Juli 2011 stattfand.[7]
- Vom 30. Juni bis 30. November 2019 zeigte das Musée du Pays rabastinois in Frédéric Castets Geburtsstadt Rabastens, im Hôtel de la Fite, 2 rue Amédée Clausade, eine Ausstellung über den Modedesigner, zusammen mit Teilen seinen Kreationen in Pelz und Textil.[8]
- Als im Jahr 2021 das Unternehmen Christian Dior sein 70-jähriges Jubiläum mit einer Retrospektive im Musée des Arts Décoratifs in Paris feierte, wurden auch Pelzmodelle von Frédéric Castet ausgestellt.[9]